# Iruya (departament)
Departament Iruya (hiszp. Departamento Iruya) – departament położony północnej części prowincji Salta. Stolicą departamentu jest Iruya. W 2010 roku populacja departamentu wynosiła 5809. 
Od południa i wschodu graniczy z departamentem Orán, od północy z departamentem Santa Victoria, a od wschodu zachodu z prowincją Jujuy.
Obszar departamentu wraz z sąsiadującym departamentem Santa Victoria tworzy region Prepuna (la Prepuna). W części zachodniej departamentu znajdują się góry Sierra de Santa Victoria, dochodzące do wysokości 5000 m. Z departamentem graniczy Park narodowy Baritú (hiszp. Parque Nacional Baritú).  
W skład departamentu wchodzą m.in. miejscowości: Iruya, Isla de Canas, Pueblo Viejo, San Isidro de Iruya.